# Soul Militia
Soul Militia, do 2002 roku 2XL – estoński zespół muzyczny grający muzykę pop i R&Bową założony w 1997 roku przez Sergeia Morguna i Indreka Sooma, zwycięzca 46. Konkursu Piosenki Eurowizji w 2001 roku.

## Historia zespołu
Niedługo po rozpoczęciu działalności zespołu, do jego składu dołączyli Lauri Pihlap i Kaido Põldma.
W 2001 roku nagrali utwór „Everybody” we współpracy z piosenkarzami Tanelem Padarem i Dave'em Bentonem, z którymi zgłosili się do udziału w krajowych eliminacjach eurowizyjnych. Na początku lutego wygrali finał selekcji po zdobyciu największego poparcia jurorów, dzięki czemu zostali wybrani na reprezentantów Estonii w 46. Konkursie Piosenki Eurowizji. 12 maja wystąpili w finale widowiska, który ostatecznie wygrali z wynikiem 198 punktów na koncie, w tym m.in. z maksymalnymi notami 12 punktów od Holandii, Litwy, Łotwy, Turcji, Wielkiej Brytanii, Słowenii, Polski, Malty i Grecji. 

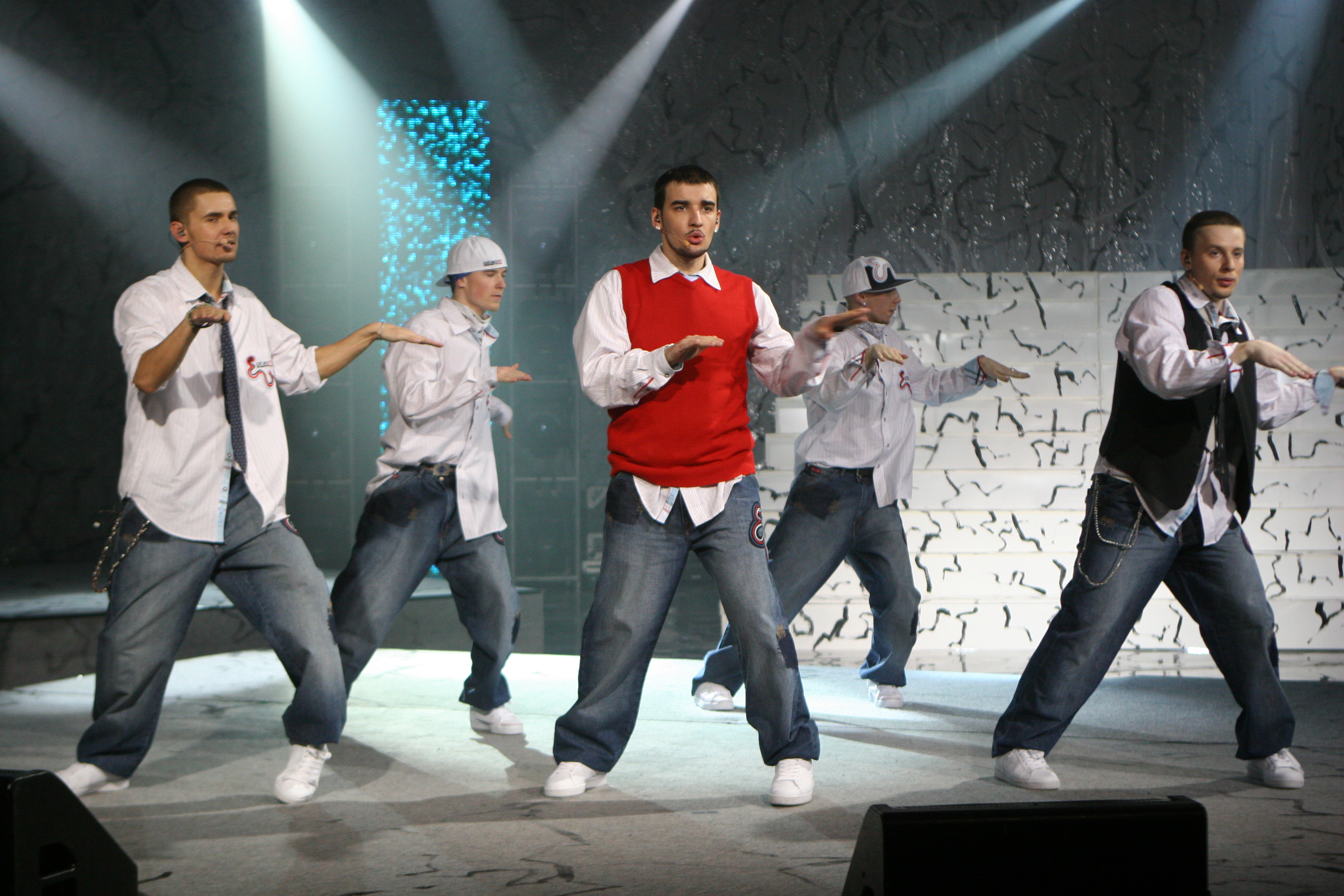
Soul Militia w 2007 roku

W 2002 roku ukazała się debiutancka płyta studyjna zespołu zatytułowana On the Rise. W 2004 roku ze składu grupy odszedł Indrek Soom. W tym samym roku premierę miał ich drugi album długogrający pt. Silence Before the Storm. 
W 2007 roku wzięli udział w estońskich eliminacjach do 52. Konkursu Piosenki Eurowizji z utworem „My Place”, z którym zajęli ostatecznie piąte miejsce. 
W 2012 roku ponownie zgłosili się do krajowych selekcji eurowizyjnych, tym razem z singlem „The Future Is Now”, z którym wystąpili pod koniec lutego w drugim koncercie półfinałowym, jednak nie zdobyli awansu do finału.

## Dyskografia

### Albumy studyjne
- On the Rise (2002)
- Silence Before the Storm (2004)